# Hnutie Republika
Hnutie Republika (wörtlich Bewegung Republik, eingedeutscht auch Republika-Bewegung) ist eine als ultranationalistisch und rechtsextrem eingestufte Partei in der Slowakei. Sie entstand im März 2021 als Abspaltung von der neonazistischen Kotleba-Partei und tritt etwas gemäßigter als diese auf.

## Geschichte
Der EU-Abgeordnete Milan Uhrík und fünf Nationalratsabgeordnete verließen im März 2021 die rechtsextreme Partei Kotlebovci – Ľudová strana Naše Slovensko (ĽSNS) nach einer Statutenänderung zugunsten des Parteichefs Marian Kotleba. Um die Hürde für die Registrierung einer neuen Partei in der Slowakei (mindestens zehntausend Unterstützerunterschriften) zu umgehen, übernahmen sie die bestehende Kleinstpartei Hlas ľudu („Stimme des Volkes“) von Peter Marček. Diese hatte bei der Parlamentswahl in der Slowakei 2020 nur 0,06 % der Stimmen erhalten. Hlas ľudu war wiederum aus der Hnutie za demokraciu hervorgegangen.
Bei der Nationalratswahl 2023 scheiterte die Partei mit 4,75 % knapp an der Sperrklausel.
Bei der Europawahl in der Slowakei 2024 erhielt die Partei 12,53 % der Stimmen und zog mit zwei Mandaten in das Europäische Parlament ein.

## Ideologische Ausrichtung
Uhrík bezeichnete die neue Partei als konservativ und präsentierte sie als „eine Bewegung für alle Bürger, die unzufrieden mit der Liquidationspolitik der gegenwärtigen Regierungskoalition [Anm.: gemeint ist die Regierung Matovič] und zugleich von den Skandalen der bloßgestellten und korrupten Opposition frustriert sind“. Des Weiteren grenzte er sich von der ĽSNS ab.
Henning Aubel, Renate Ell und Philip Engler (2024) bezeichnen die Partei als „rechtsextrem“.
Es bestehen starke personelle Überschneidungen zwischen der Republika-Bewegung und der von jungen Mitgliedern der Kotleba-Partei 2018 gegründeten Internetplattform KulturBlog, die sich inhaltlich an US-amerikanischen Alt-Right-Strömungen um Brittany Pettibone und Lauren Southern orientiert. Der KulturBlog wirbt auf seiner Website unter anderem mit dem slowakischen Dichter Andrej Žarnov, der in den 1920er Jahren einer der Redakteure der faschistischen Zeitschrift Rodobrana war.